# Save Defiance
Save Defiance è un singolo del chitarrista statunitense Mark Morton, pubblicato il 22 febbraio 2019 come terzo estratto dal primo album in studio Anesthetic.

## Descrizione
Quinta traccia dell'album, il brano ha visto la partecipazione vocale di Myles Kennedy, frontman degli Alter Bridge e del gruppo solista di Slash. Come spiegato da Morton, Kennedy è stata l'unica scelta per il brano in quanto la sua voce era la più adatta una volta terminata la base strumentale.

## Tracce
1. Save Defiance (feat. Myles Kennedy) – 4:36 (Mark Morton, Myles Kennedy, Josh Wilbur)

## Formazione
- Mark Morton – chitarra
- Myles Kennedy – voce
- Mike Inez – basso
- Ray Luzier – batteria